# 大日本帝国憲法

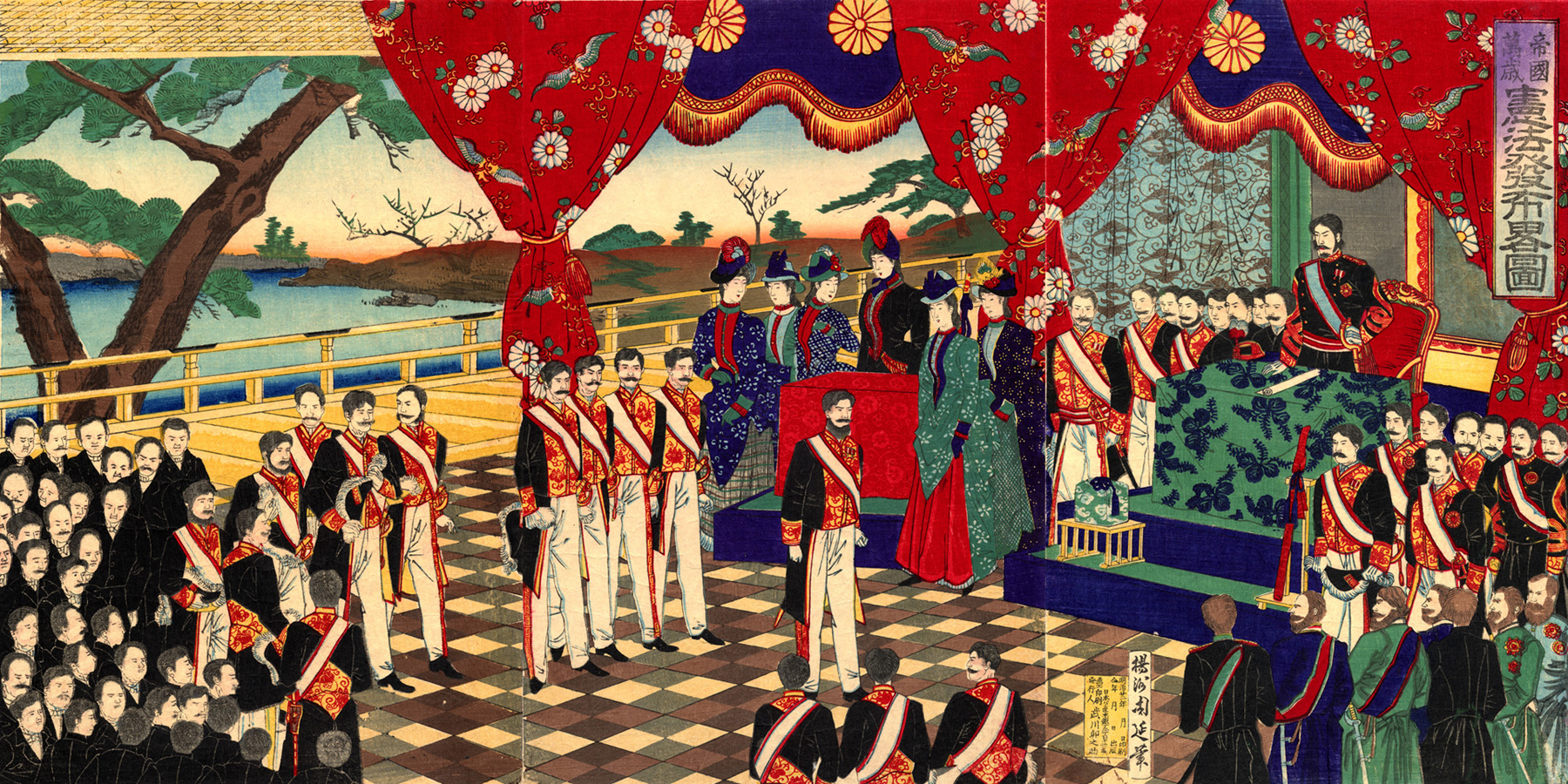
憲法発布略図
1889年(明治22年)、楊洲周延画

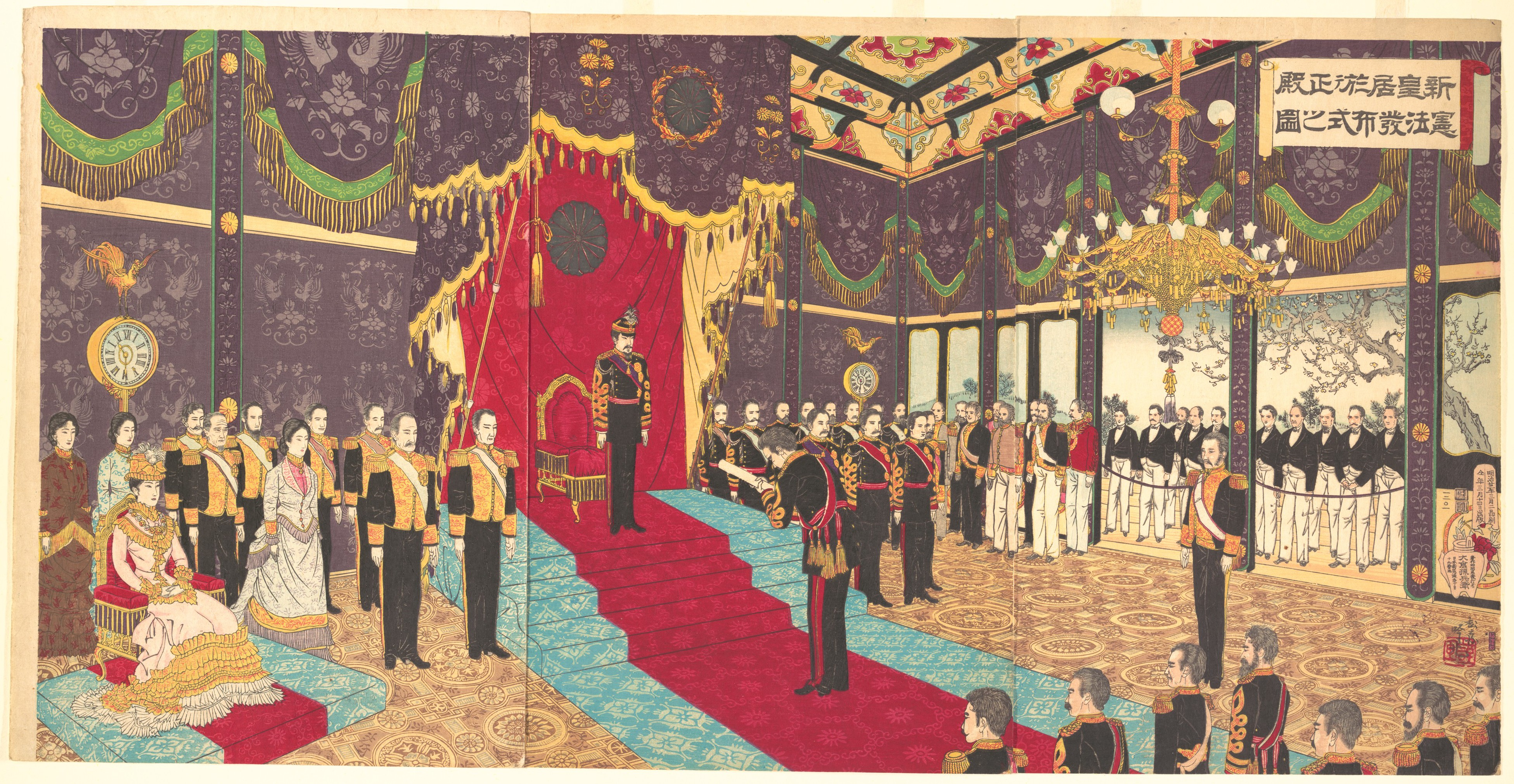
新皇居於テ正殿憲法発布式之図
1889年(明治22年)、安達吟光画

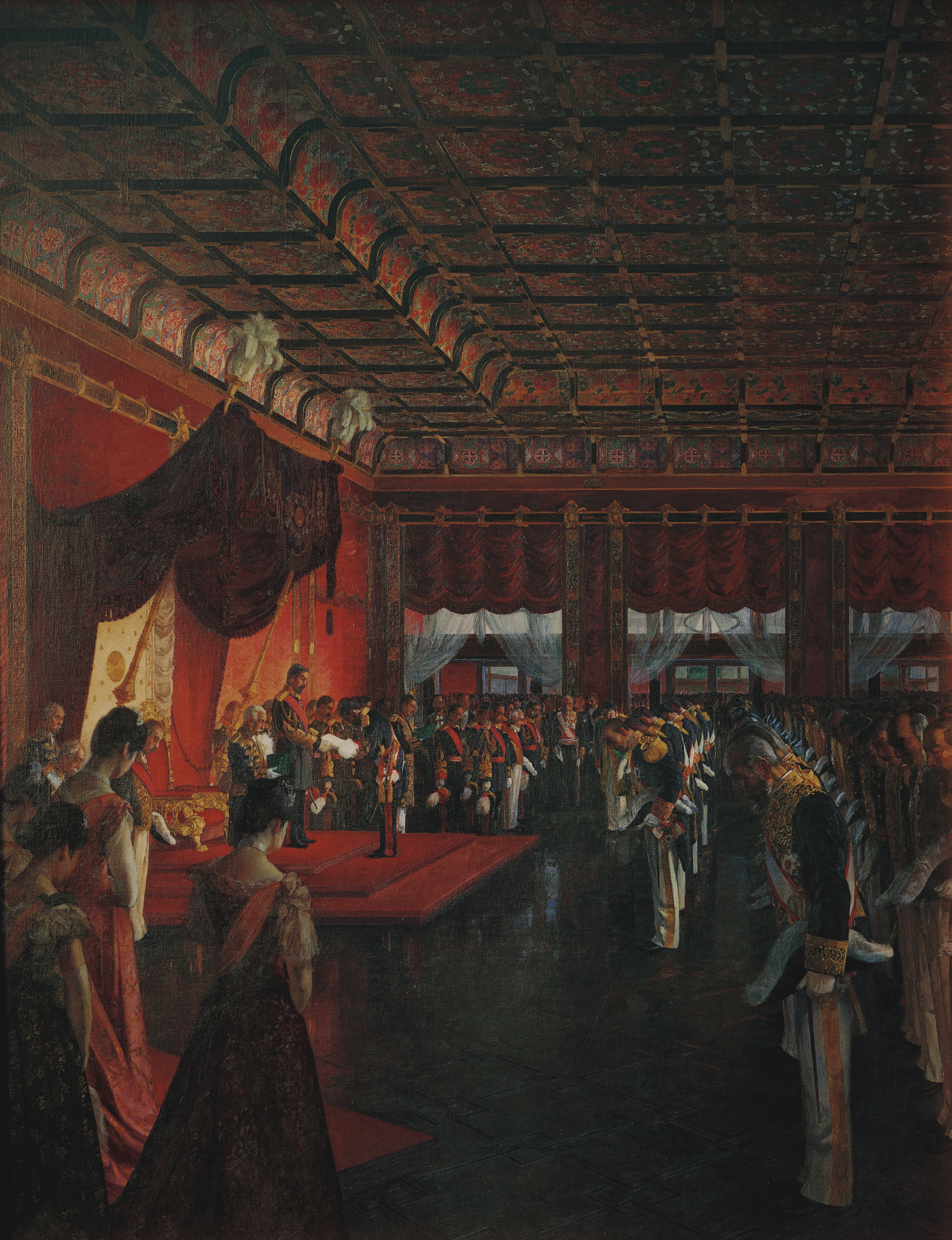
『憲法発布式』1936年(昭和11年)、和田英作画、聖徳記念絵画館蔵

大日本帝国憲法（だいにほんていこくけんぽう、だいにっぽんていこくけんぽう、旧字体：大日本帝󠄁國憲󠄁法）は、1889年（明治22年）2月11日に公布、1890年（明治23年）11月29日に施行された日本（旧通称大日本帝国）の憲法 。
略して「帝国憲法」、明治に発布されたことから俗称として「明治憲法」とも。また、現行の日本国憲法との対比で旧憲法（）とも呼ばれる。
東アジア初の近代憲法である。日本国憲法施行までの半世紀以上の間、一度も改正されることはなかった。1946年（昭和21年）5月16日に第73条の憲法改正手続による帝国議会の審議を経て、同年10月29日に枢密院が新憲法案を可決。日本国憲法が1946年（昭和21年）11月3日に公布、1947年（昭和22年）5月3日に施行された。大日本帝国憲法の施行期間は、1890年（明治23年）11月29日から1947年（昭和22年）5月2日までの56ヶ年5ヶ月4日（20,608日）である。

## 沿革

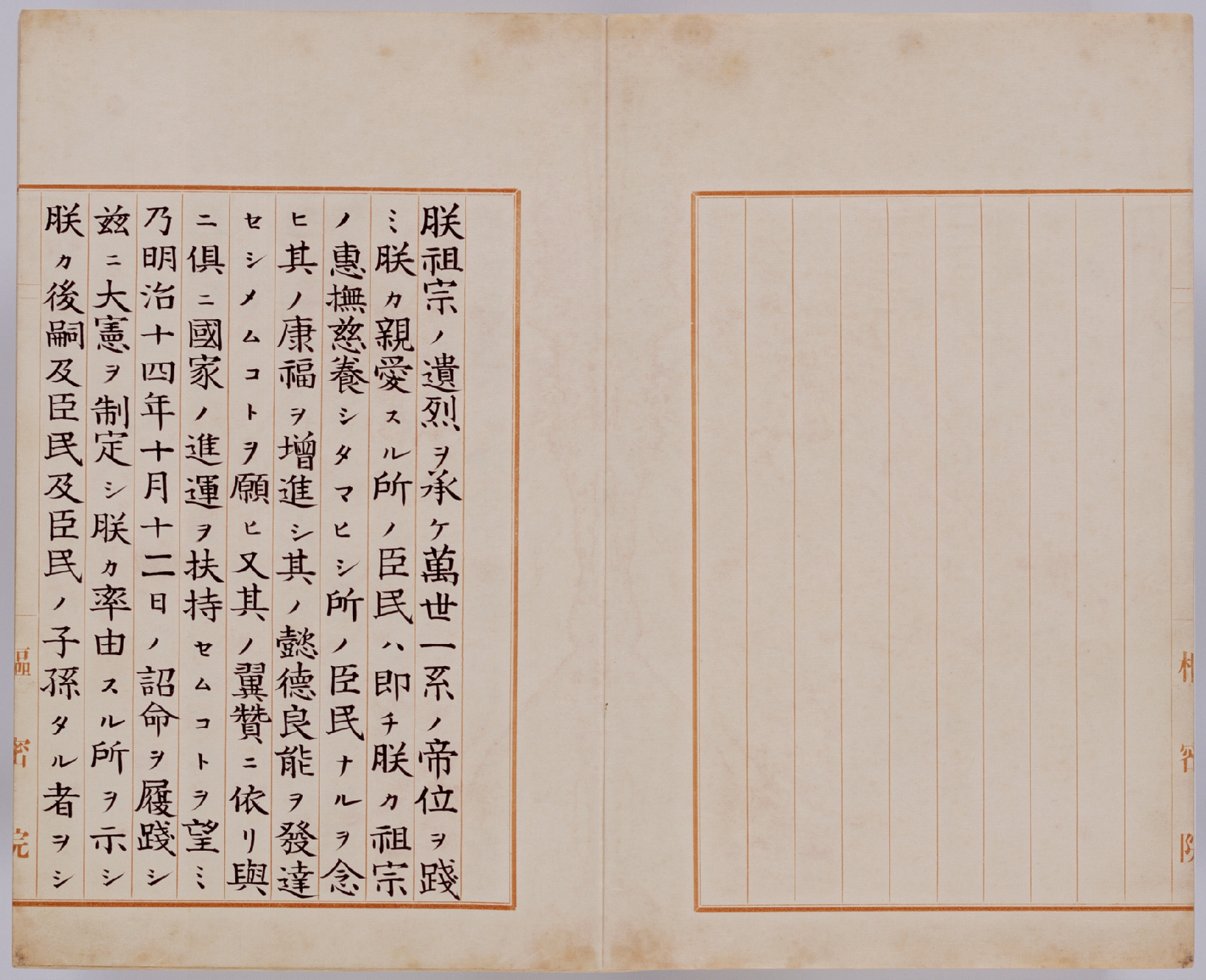
大日本帝国憲法「上諭」1頁目

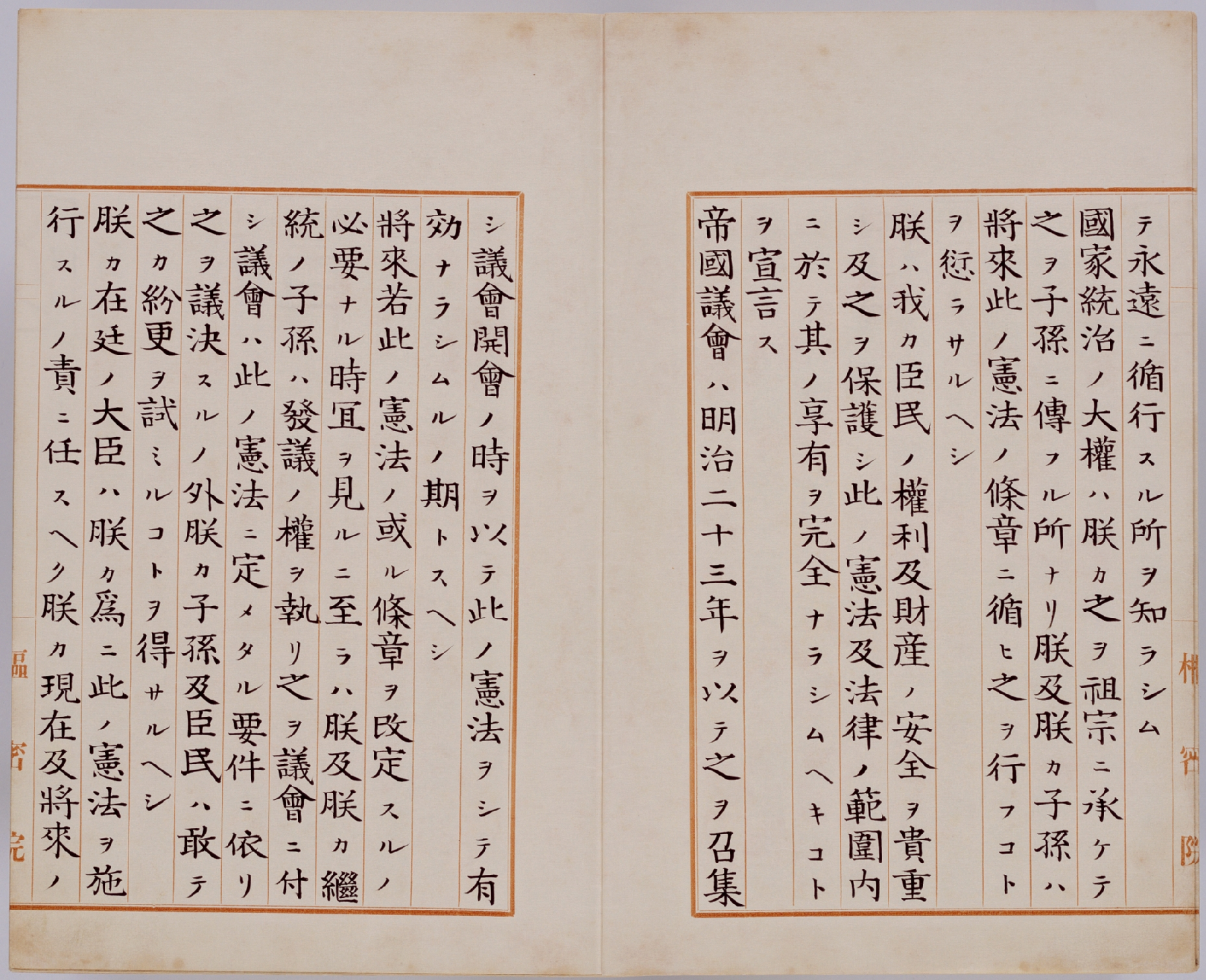
大日本帝国憲法「上諭」2頁目

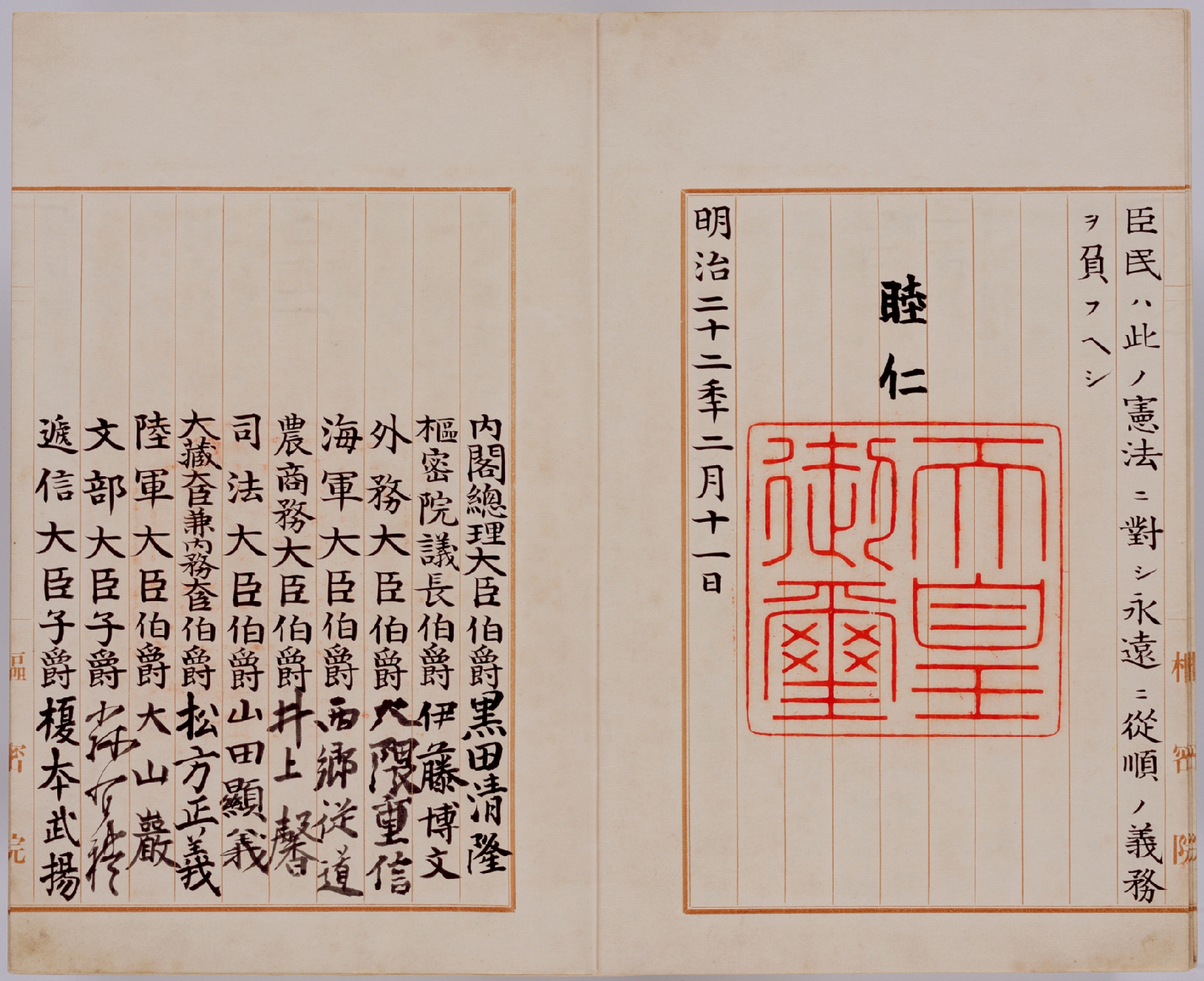
大日本帝国憲法「御名御璽と大臣の副署」3頁目

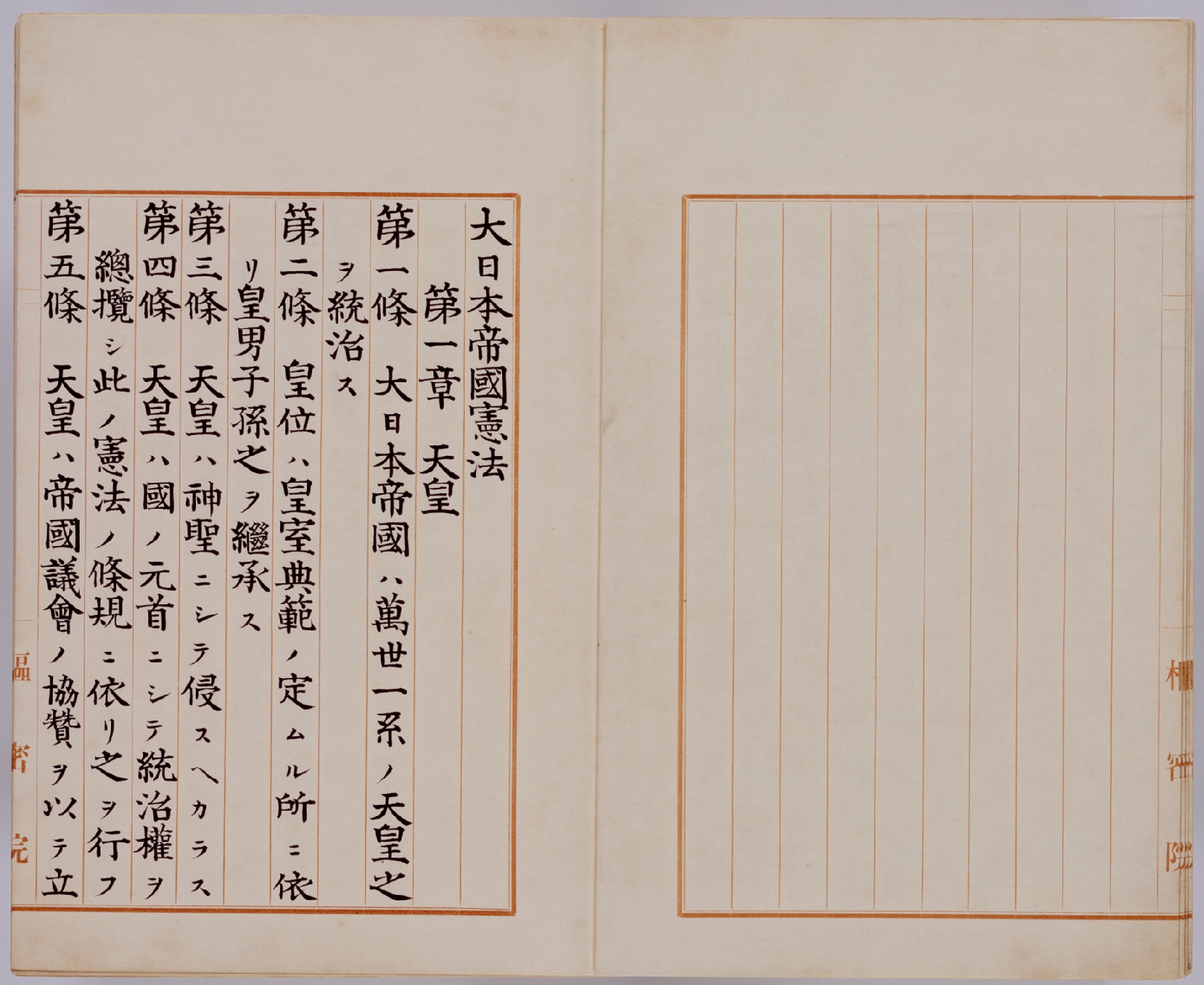
大日本帝国憲法「本文」4頁目

### 明治維新による国家体制の変化
日本では、明治初年に始まる明治維新により、さまざまな改革が行われ、旧来の国家体制は根本的に変更された。慶応3年10月14日（グレゴリオ暦1867年11月9日）、江戸幕府第15代将軍の徳川慶喜が明治天皇に統治権の返還を表明し、翌日、天皇はこれを勅許した（大政奉還）。同年12月9日（1868年1月3日）に江戸幕府は廃止され、新政府（明治政府）が設立された（王政復古）。新政府は天皇の官制大権を前提として近代的な官僚制の構築を目指した。これにより、日本は、封建的な幕藩体制に基づく代表的君主政（天皇は統治権の源泉たる地位にあるが、実際の統治は幕府が行う）から、近代的な官僚機構を擁する直接的君主政（親政）に移行した。大日本帝国憲法第10条は官制大権が天皇に属すると規定している。
明治2年6月17日（1869年7月25日）、「版籍奉還」がおこなわれ、諸侯（藩主）は土地と人民に対する統治権をすべて天皇に奉還した。これは、幕府や藩などの媒介なしに、天皇の下にある中央政府が直接に土地と人民を支配し、統治権（立法権・行政権・司法権の総称）を行使することを意味する。さらに、明治4年7月14日（1871年8月29日）には「廃藩置県」が行われ、名実共に藩は消滅し、国家権力が中央政府に集中された。大日本帝国憲法第1条および同第4条は、「国家の統治権は天皇が総攬する」と規定している。また、帝国議会の設立を規定し、法律案・予算案の審議権（協賛権）が与えられ天皇の立法権行使に参与し（大日本帝国憲法第５条）、司法権は行政権から独立して（大日本帝国憲法第57条）、三権分立が明文化された。
版籍奉還により各藩内の封建制は廃止され、人民が土地に縛り付けられることもなくなった。大日本帝国憲法第27条は臣民の財産権を保障し、同第22条は臣民の居住移転の自由を保障している。
新政府は版籍奉還と同時に、堂上公家と諸侯を華族といった爵位が授与された特権階級に、武士を士族に、足軽などを卒族に、その他の人民を平民として「大日本帝国臣民（日本国民）」を改組した。旧暦明治4年（1872年）には士族の公務を解いて職業選択の自由を与え、また大日本帝国憲法第19条によって平民も等しく公務就任権を規定した。明治5年（1872年）には徴兵制度を採用して国民皆兵となったため、士族による軍事的職業の独占は破られて武士の階級的な特権は廃止された。同第20条は兵役の義務を規定した。
税制については、江戸時代の農業者に負担の重い税制に代えて臣民全体の義務としての納税が大日本帝国憲法第21条に規定された。また新規に租税を課したり税率を変更したりする際には議会の協賛を経て法律に依ることという租税法律主義が採用された。
帝国議会（下院：「衆議院」と上院：「貴族院」の両院制）の開設に先立ち、1884年（明治17年）には「華族令」を定めて華族を「公爵」・「侯爵」・「伯爵」・「子爵」・「男爵」の5爵の爵位に再編するとともに身分的特権を与えた。大日本帝国憲法第34条は華族の貴族院列席特権を規定した。
なお、現憲法と違って子女に教育を受けさせる義務・勤労の義務が入っていないが、教育については憲法制定に先立ち明治5年（1872年）の学制の序文において既に「必ず邑に不学の戸なく 家に不学の人なからしめん事を期す」と国民全体が就学すべきことを謳っている。
なお、明治5年（1872年）11月9日、太陰暦を廃し太陽暦を採用することの詔書が発せられ、太政官布告第337号により公布された。同年12月3日が明治6年1月1日となった。

### 明治の変革
「王政復古の大号令」によって設置された総裁・議定・参与の三職のうち、実務を担う参与の一員となった由利公正・福岡孝弟・木戸孝允らは、公議輿論の尊重と開国和親を基調とした新政府の基本方針を5か条にまとめた。慶応4年3月14日（1868年4月6日）、明治天皇がその実現を天地神明に誓ったのが五箇条の御誓文である。
政府は、この五箇条の御誓文に示された諸原則を具体化するため、同年閏4月21日（1868年6月11日）、政体書を公布して統治機構を改めた。すなわち、権力分立（三権分立）の考えを入れた七官を設置し、そのうちの一官を公議輿論の中心となる立法議事機関として議政官とすることなどを定めた。議政官は上局と下局に分かれ、上局は議定と参与で構成とし、下局は各藩の代表者1名から3名からなる貢士をその構成員とするものだった。しかし戊辰戦争終結の見通しがつき始めると、政府は公議輿論の尊重には消極的となり、結局同年9月に議政官は廃止されてしまった。
明治2年3月（1869年4月）には議事体裁取調所による調査を経て、新たに立法議事機関として公議所が設置された。これは各藩の代表者1名により構成されるもので、これが同年9月には集議院に改組される。明治4年7月14日（1871年8月29日）に廃藩置県が実施されると、同年には太政官官制が改革された。太政官は正院・左院・右院から成り、集議院は左院に置き換えられ、官撰の議員によって構成される立法議事機関となった。
1874年（明治7年）、前年の明治六年政変で征韓論の論争に敗れて下野した副島種臣・板垣退助・後藤象二郎・江藤新平らは連署により民撰議院設立建白書を左院に提出した。この建白書には、新たに官選ではなく民選の議員で構成される立法議事機関を開設し、有司専制を止めることが国家の維持と国威発揚に必要であると主張されていた。これを契機として薩長藩閥による政権運営に対する批判が噴出、これが自由民権運動となって盛り上がり、各地で政治結社が名乗りを上げた。さらにこの頃には各地で不平士族による反乱が頻発するようになり、日本の治安はきわめて悪化した。その代表的なものとしては、1874年（明治7年）の佐賀の乱、1876年（明治9年）の神風連の乱、1877年（明治10年）の西南戦争などが挙げられる。

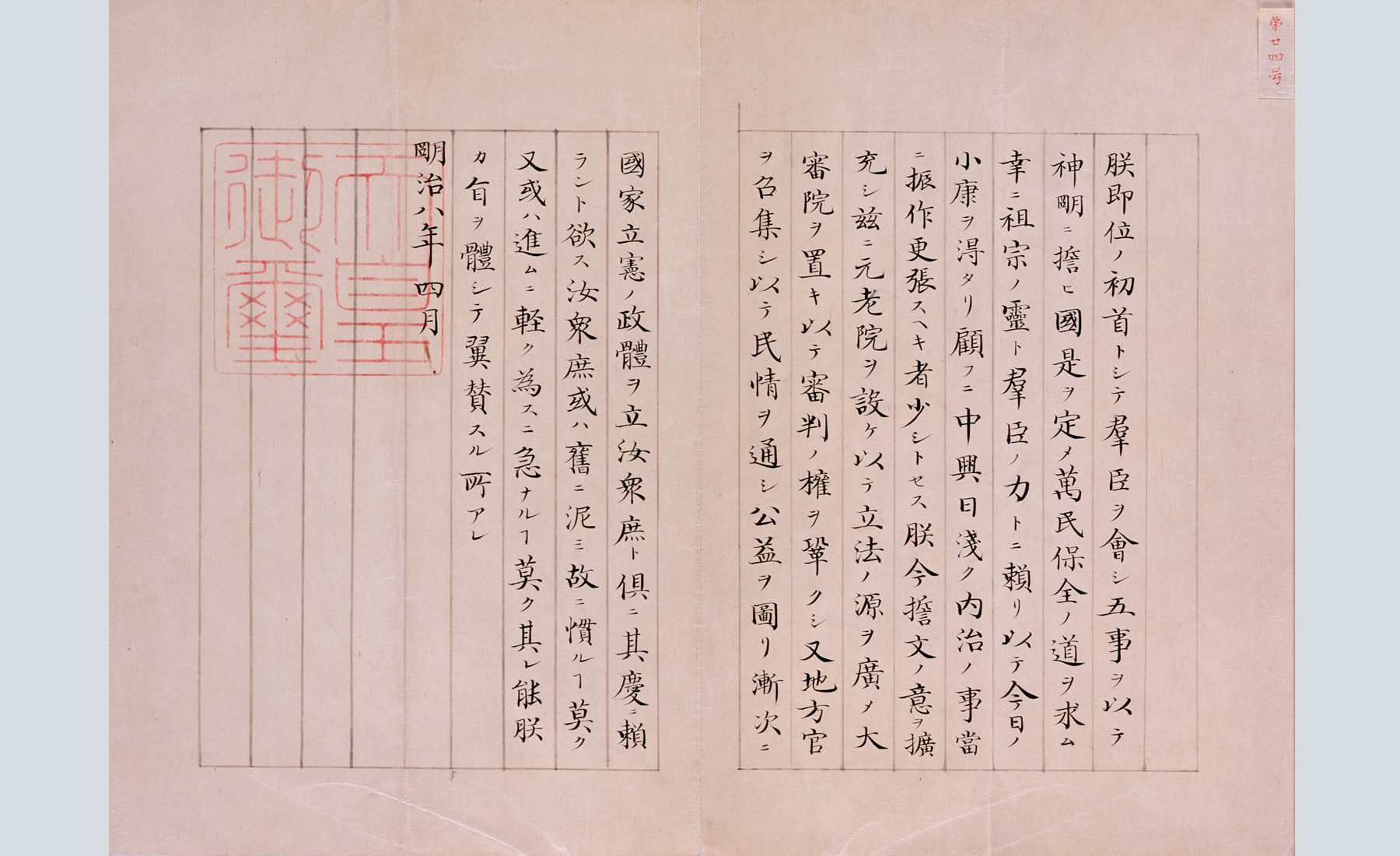
立憲政体の詔書（国立公文書館収蔵）

1875年（明治8年）4月14日、立憲政体の詔書（漸次立憲政体樹立の詔）が渙発された。
すなわち、元老院・大審院・地方官会議を置き、段階的に立憲君主制に移行することを宣言したのである。これは、大久保利通や伊藤博文ら政府要人と、木戸孝允や板垣退助らの民権派が大阪に会して談判した大阪会議の結果だった。また地方の政情不安に対処するため、1878年（明治11年）には府県会規則を公布して各府県に民選の地方議会である府県会を設置した。これが日本で最初の民選議会となった。なお、地方官会議は、1874年（明治7年）にすでに定められていたが、台湾出兵が発生したため開催に至らず、元老院及び大審院の新設とともに初めて開催されることとなったものである。

### 私擬憲法
1874年（明治7年）からの「自由民権運動」において、さまざまな憲法私案（私擬憲法）が各地で盛んに執筆された。しかし、政府はこれらの私擬憲法を持ち寄り議論することなく、大日本帝国憲法を起草したため、憲法に直接反映されることはなかった。政府は国民の言論と政治運動を弾圧するため、1875年（明治8年）の讒謗律、新聞紙条例、1880年（明治13年）の集会条例などさまざまな法令を定めた。1887年（明治20年）の保安条例では、民権運動家は東京より退去を強いられ、これを拒んだ者を拘束した。
私擬憲法の内容についてはさまざまな研究がある。政府による言論と政治活動の弾圧を背景として、人権に関する規定が詳細なことはおおむね共通する。天皇の地位に関してはいわれるほど差があるものではなかったとする意見がある。「自由民権家は皆明治維新を闘った尊皇家で、天皇の存在に国民の権利、利益の究極の擁護者の地位を仰ぎみていた」とするものである。例えば、草の根の人権憲法として名高い千葉卓三郎らの憲法草案（いわゆる五日市憲法）でも、天皇による天皇の神聖不可侵や立法行政司法の総轄、軍の統帥権を定めている点などは大日本帝国憲法と同様である。

### 国憲起草への動き
1876年（明治9年）9月6日、明治天皇は「元老院議長有栖川宮熾仁親王へ国憲起草を命ずるの勅語」を発し、各国憲法を研究して憲法草案を起草せよと命じた。
元老院はこの諮問に応え、憲法取調局を設置した。
1880年（明治13年）、元老院は「日本國憲按」（第三次）を成案として提出し、また、大蔵卿・大隈重信も「憲法意見」を提出した。しかし日本國憲按は皇帝の国憲遵守の誓約や議会の強権を定めるなど、ベルギー憲法（1831年）やドイツ帝国統一前のプロイセン王国憲法（ベルギー憲法を模範としたもの）（1850年）の影響を強く受けていたことから岩倉具視・伊藤博文らの反対に遭い、大隈の意見も採択されなかった。岩倉具視も意見書を奏上した。

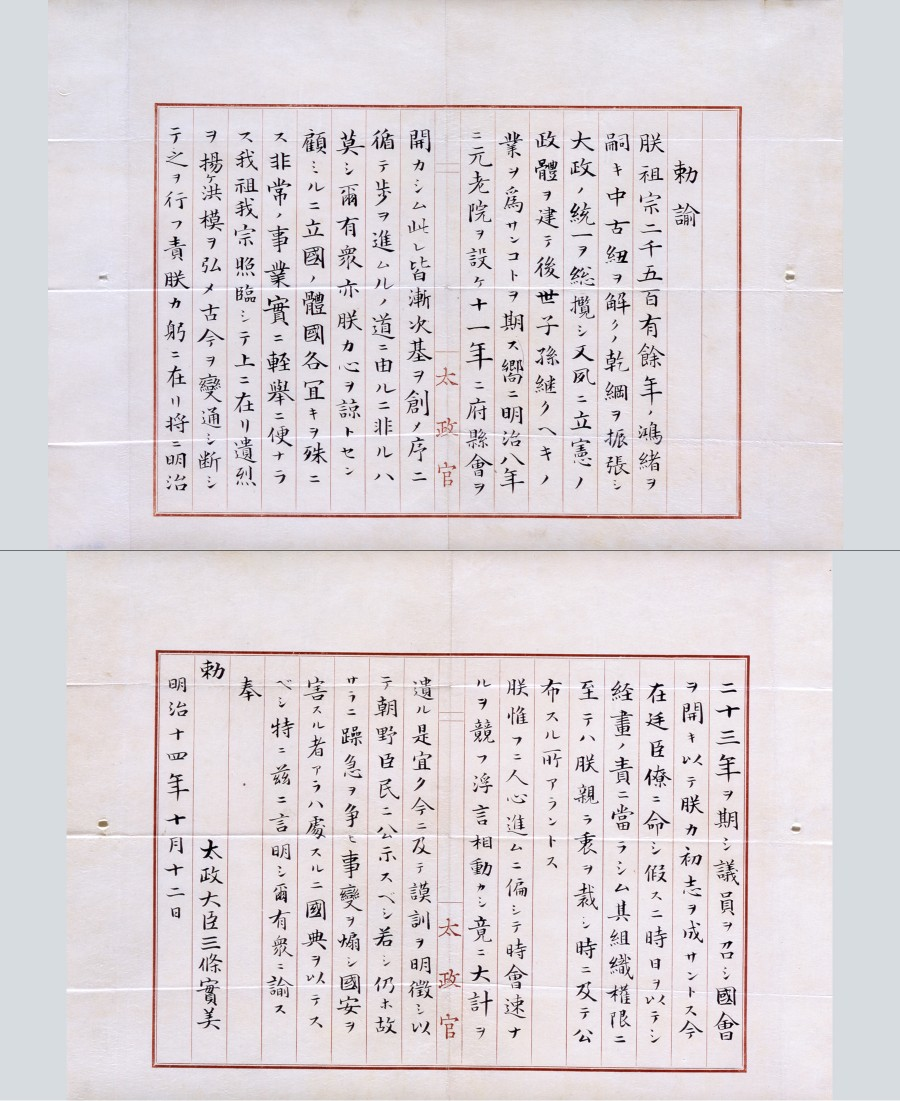
国会開設の勅諭

1881年（明治14年）8月31日、伊藤博文を中心とする勢力は明治十四年の政変によって大隈重信を罷免し、その直後に御前会議を開いて国会開設を決定した。9月18日には国策機関独逸学協会（Verein für die deutschen Wissenschaften, Society for German Sciences）を設立した。この協会には法律家のみならずドイツ人造船技術者レーマンなども参加していた。
10月12日には「国会開設の勅諭」が発され、1890年（明治23年）の国会（議会）開設が約束されている。

#### 制定までの経緯
1882年（明治15年）3月、独逸学協会名誉会員であり参議の伊藤博文らは「在廷臣僚」として、政府の命をうけてヨーロッパに渡り、ドイツ帝国系立憲主義、ビスマルク憲法の理論と実際について調査を始めた。伊藤は、ベルリン大学のルドルフ・フォン・グナイスト、ウィーン大学のロレンツ・フォン・シュタインの両学者から、「憲法はその国の歴史・伝統・文化に立脚したものでなければならないから、いやしくも一国の憲法を制定しようというからには、まず、その国の歴史を勉強せよ」という助言をうけた。その結果、ドイツ帝国（プロイセン）の憲法体制が最も日本に適すると信ずるに至った（ただし、伊藤はプロイセン式を過度に評価する井上毅をたしなめるなど、そのままの移入を考慮していたわけではない。伊藤自身が本国に送った手紙では、グナイストは極右で付き合いきれないが、シュタインは自分に合った人物だと評している。翌1883年（明治16年）に伊藤らは帰国し、井上毅に憲法草案の起草を命じ、憲法取調局（翌年、制度取調局に改称）を設置するなど憲法制定と議会開設の準備を進めた。
その後、憲政実施のための準備行為として、次の改革が行われた。
- 1884年（明治17年）7月：華族令が公布されて新たに授爵の制が定められ、華族授爵の詔勅による叙任がなされた。

- 1885年（明治18年）：太政官制を廃止して内閣制度が創設され、伊藤博文が初代内閣総理大臣（首相）となり、司法大臣山田顕義も再任され、ゲオルグ・ミハエリスやパウル・マイエットも来日した。この時、同時に、宮内省を内閣の外に置くこととして、宮中と政府との分離が実施された。

- 1886年（明治19年）1月：公文式が公布され、法律、勅令、閣令、省令等の法形式が定められた。

- 1887年（明治20年）：文官試験試補及見習規則が公布され、官吏任用のための試験制度が設けられた。

- 1888年（明治21年）：市制・町村制が公布され、地方自治制度の基礎が定められた。また、枢密院が設けられ、天皇の諮詢に応える機関とされた。

なお、1886年（明治19年）年には、大審院長玉乃世履の在職中の自殺事件が起きるが、井上は、政府の法律顧問となったロエスレルやアルバート・モッセ（Albert Mosse）などの助言を得て憲法草案の起草作業を行い、1887年（明治20年）5月に憲法草案（甲乙2案）を書き上げた。一方、伊藤の命を受けたロエスレルによる草案もほぼ同時期に作成された。

### 起草前後の政情
当時、欧米諸国以外で立憲政治を実現した国はなかった。1876年にオスマン帝国（トルコ）がオスマン帝国憲法を制定し立憲政治を始めたが、わずか2年で憲法停止・議会解散に追い込まれていた。（ただし清には科挙制度など比較的民主的な制度が存在した）。
明治維新後の日本は不平等条約を改正し、欧米列強と対等の関係を築くために近代的憲法を必要としていたため、民間の憲法案も多数発表されたが、憲法起草の中心になった伊藤博文にいわせれば、「実に英、米、仏の自由過激論者の著述のみを金科玉条のごとく誤信し、ほとんど国家を傾けんとする勢い」であった。
また、一部の保守派には絶対君主制を目指す動きがあった。伊藤はビスマルク憲法が日本の現状に適合しているとして憲法制定を推進した。それまで日本は幕藩体制の中でばらばらの状況であり、一つの国家と国民という結びつきができていなかった。そのために、天皇を中心として国民を一つにまとめる反面、議会に力を持たせ、バランスの取れた憲法を制定する必要があった。

### 草案

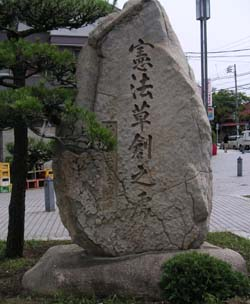
『憲法草創之處』碑（神奈川県横浜市金沢区）

草案を元に、夏島（神奈川県横須賀市）にある伊藤の別荘で、伊藤、井上、伊東巳代治、金子堅太郎らが検討を重ね、夏島草案をまとめた
。
夏島（現在の神奈川県横須賀市夏島町）の伊藤博文別荘を本拠に、1887年（明治20年）6月4日ごろから行われた。伊藤の別荘は手狭だったことから、事務所として料理旅館の「東屋」（現在の神奈川県横浜市金沢区）を当初は用いていた。
「まず、井上毅により、明治20年（1887）3月に草案の初稿が、次いで 5月に最初の体系的な憲法草案（甲乙2案）が作成された。草案の作成に当たっては、井上とロエスレル及びモッセとの間で討議がなされたようである。…このうち、甲案は正式草案と呼ぶべきもので「最初ノ命意ニ依リ君主ノ特権幷ニ他ノ綱要ノ部分ヲ「プレアンブル」ニ譲リ務メテ条章ヲ簡省ニスルノ方嚮ヲ取」ったもので、7章72ヵ条からなるものであった。…これに対し、乙案は「務メテ許多ノ条章ヲ列挙スルヲ以テ目的トシ」また｢私39意ヲ以テセス」との方針の下に作成されたもので、8 章79ヵ条からなるものであった。…この井上による草案とは別に、伊藤の命を受けたロエスレルによる草案（8章95ヵ条）も、ほぼ同じ時期に作成された。…伊藤は、以上の3草案を携え、伊東巳代治と金子堅太郎を随えて、神奈川の夏島にあった別荘において集中的な検討を行った（後日、井上も合流した。）。…この夏島における精力的な検討作業の結果、同年の 8月中旬には、7章89ヵ条からなる草案（「夏島草案 」又は｢八月草案」と称される。）が取りまとめられた。」
当初は東京で編纂を行っていたが、伊藤が首相業務に時間を割くことになったことから相州金沢（現：神奈川県横浜市金沢区）の東屋旅館に移り作業を継続、しかし、8月6日、伊藤らが横浜へ娯遊中に泥棒が入り、草案の入った鞄が盗難にあったことから、その後は伊藤別荘で作業が進められた。鞄は後に近くの畑でみつかり、草案は無事だったという（脚注を参照）。民権派の犯行も疑われたが、見つかったカバンからは金品のみなくなっていたことから空き巣であったとされる。最終的には夏島に移っての作業になった。
その後、夏島草案に修正が加えられ、成案は7章76ヵ条となった。1888年（明治21年）4月、成案を説明するための『大日本帝国憲法義解』・『皇室典範義解』が完成した。その直後、伊藤は天皇の諮問機関として枢密院を設置し、自ら議長となってこの文書を提出して、審議を行った。
この審議は1889年（明治22年）1月に結了した。
6月には、版権を得た英吉利法律学校が『大日本帝国憲法義解』英訳版の『Commentaries on the Constitution of the Empire of Japan』を国立印刷局から発行し、金子堅太郎が諸外国に対して説明や聴取をした。
東屋には、憲法ゆかりの地であることを記念して、1935年（昭和10年）に、起草メンバーの一人であった金子堅太郎書による「憲法草創の処」の碑が建てられた。その後、東屋は廃業し、一時的に、野島公園（同区）に碑も移転したが、現在は東屋跡地に近い洲崎広場に設置されている。
なお、夏島にあった伊藤の別荘は、後に、小田原に移築され、関東大震災（大正関東地震）で焼失しているため現存しない。夏島の跡地には明治憲法起草地記念碑が建てられている。また、のちに、伊藤が建てた別荘が野島に残っている（伊藤博文記念館）。

#### 明治天皇の参加
憲法制定にあたり明治天皇も侍従の藤波言忠をシュタイン
の下に派遣して学ばせ、藤波から皇后美子とともに全33回の講義を受けシュタイン流の憲法学と君主機関説を学んだ。この後、枢密院にて皇室典範と憲法の審議が開始されると明治天皇はその審議のほとんど全てに出席して修正条項は朱書して提出させ、理解できないところは伊藤枢密院議長に説明させた。以上のように大日本帝国憲法は天皇の権限を限定する当時最先端の君主機関説を反映したものであり、明治天皇自身もそのように理解していた。また天皇は自らが作った欽定憲法であると自負しており、板垣退助がドイツ憲法の真似だと批判したと聞いて怒ったと伝わる。

### 大日本帝国憲法の公布

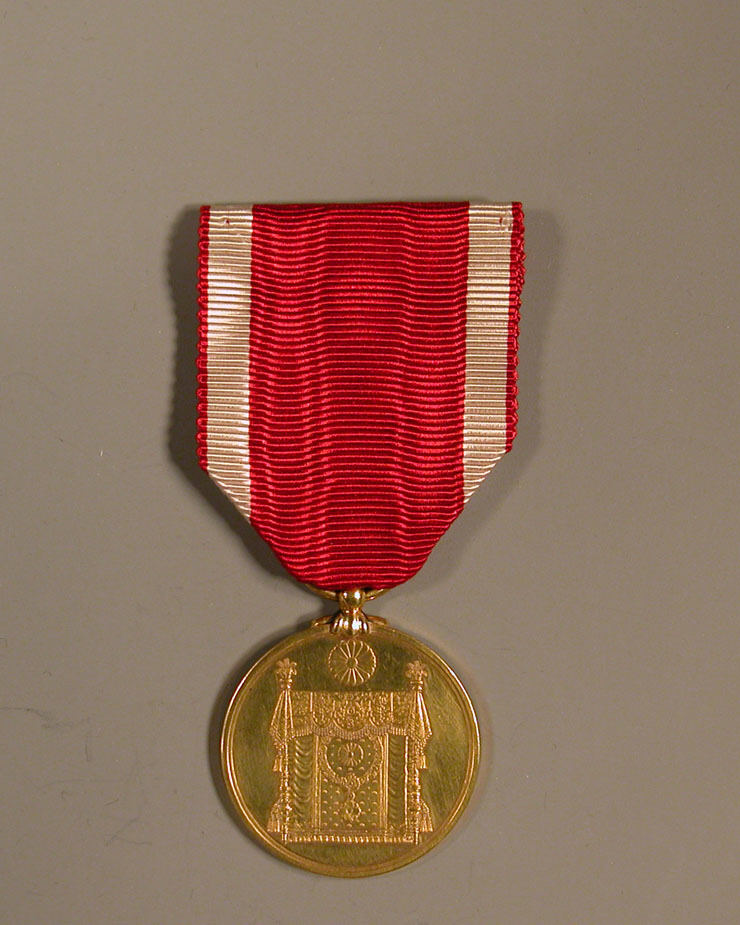
憲法発布式に関わった皇族や官吏に授与された大日本帝国憲法発布記念章（金）。

1889年（明治22年）2月11日、この日の帝都東京は白雪で清められたかのうような風景であったという。明治天皇は午前9時に内大臣三條實美、宮内大臣土方久元、侍従長徳大寺實則以下諸官を率いて宮中賢所に渡御し、有栖川宮熾仁親王と諸親王、内閣総理大臣黒田清隆、枢密院議長伊藤博文と各国務大臣も付き従い、天皇が皇祖皇宗に皇室典範及び帝国憲法制定の由を奉告した。
続いて午前10時に正殿において憲法発布式が行われ、明治天皇より「大日本憲法発布の詔勅」が出されるとともに大日本帝国憲法が発布された。この憲法は天皇が黒田清隆首相に手渡すという欽定憲法の形で発布され、日本は東アジアで初めて近代憲法を有する立憲君主国家となった。同時に、皇室の家法である皇室典範のほか、議院法、貴族院令、衆議院議員選挙法、会計法なども定められた。憲法は第1回衆議院議員総選挙実施後の第1回帝国議会が開会された1890年（明治23年）11月29日に施行された。

#### 発布時の反響
国民は憲法の内容が発表される前から憲法発布に沸き立ち、至る所に奉祝門やイルミネーションが飾られ、提灯行列も催された。憲法発布当日の2月11日には宮中で華やかな大祝宴会が行われ、おそくまで正殿で宮中舞楽が演ぜられた
。
憲法発布翌日の12日には上野公園で祝賀会が行われ、天皇、皇后も出席した。
伊勢神宮、神武天皇陵、後月輪東山陵と岩倉具視、木戸孝充、大久保利通、山内豊信、毛利敬親、島津久光、鍋島直正の墓前に勅使が派遣され憲法の発布が奉告され、西郷隆盛、藤田東湖、佐久間象山、吉田松陰に特旨をもって贈位が行われた。
大日本帝国憲法の制定は公議公論を振興すべく力を尽くした幕末の志士達を先駆者として明治維新の精神の結実として評価された。
当時の自由民権家や新聞各紙も同様に大日本帝国憲法を高く評価し、憲法発布を祝った。自由民権家の高田早苗は「聞きしに優る良憲法」と高く評価した。『朝野新聞』社説で改進党の犬養毅は東洋ではじめて制定された憲法を礼賛したが、今後の運用が重要であるとも指摘した。
他方、福澤諭吉は主宰する『時事新報』の紙上で、「国乱」によらない憲法の発布と国会開設を驚き、好意を持って受け止めつつ、「そもそも西洋諸国に行はるる国会の起源またはその沿革を尋ぬるに、政府と人民相対し、人民の知力ようやく増進して君上の圧制を厭ひ、またこれに抵抗すべき実力を生じ、いやしくも政府をして民心を得さる限りは内治外交ともに意のごとくならざるより、やむを得ずして次第次第に政権を分与したることなれども、今の日本にはかかる人民あることなし」として、人民の精神の自立を伴わない憲法発布や政治参加に不安を抱いている。中江兆民もまた、「我々に授けられた憲法が果たしてどんなものか。玉か瓦か、まだその実を見るに及ばずして、まずその名に酔う。国民の愚かなるにして狂なる。何ぞ斯くの如きなるや」と書生の幸徳秋水に溜息をついている。
『読売新聞』は、憲法について十分理解していない市民がいることについて「折角憲法を拝受しながら其何たるをさへ弁へざる物少なからざる」「甚だしきに至ては憲法様の御迎に何処まで行くのかと問ひ憲法発布を絹布の法被を給わるが為なりと誤解する物ある」と指摘した。
皇居での憲法発布式を終えた明治天皇・皇后の馬車が正門を出ると、帝国大学の学生が万歳を叫んだ。憲法発布とともに大赦令が公布され保安条例などの対象とされていた旧自由党系458名が赦免され、河野広中、大井憲太郎、星享らの旧自由党系指導者が大量に出獄した。
翌1890年（明治23年）に第1回総選挙が行われ、帝国議会が開かれた。

#### 条文解釈の議論
井上毅は旧憲法施行の後は、条文解釈について御雇い外国人の法律顧問らから助言を受けていたとされている。1891年には、「憲法上の大権（統治大権、官制大権、任免大権、統帥大権、編制大権、外交大権、戒厳大権、非常大権）に基づく既定の歳出、及び法律の結果により、または法律上の政府の義務に関する歳出は、帝国議会は、政府の同意なくしては、これを排除しまたは削減することができない」（憲法67条）の解釈について、ロエスエルに回答を求めている。
貴下は先に、
　議会がもし、憲法第67条の明文があるにも拘らず政府の同意を経ずして、該条に列挙した費額を排除・削減したときは、その議決は効力のないものとし、政府は原案を執行することができる。

との旨を答えられた。

　しかるに、議決にはすでに効力がないとするのであれば、それは未だ一度も議決を経ていないということである。議決を経ない予算の款項は予算の草案に過ぎず、政府は予算の草案をもって、成立した（言い換えれば協賛を得た）予算としてこれを執行することができる、というのは法理において、やや穏当を欠くに似たものである。さらにご回答を煩わす。

　二十四年一月

井上
ロエスレル博士
ロエスレルは、帝国議会に予算の決定権はないという旨とその理由を回答した。

#### 制定後の出来事
1890年、民法・商法・民事訴訟法・刑事訴訟法公布。民法は民法典論争の後修正して1898年に施行。
1891年（明治24年）、司法権独立につき大津事件。
1935年（昭和10年）、憲法解釈を巡り天皇機関説事件。
1941年（昭和16年）、帝国議会で国家総動員法に対して憲法上の疑義の指摘が起こる（議会の立法協賛の職務放棄にあたる、とされた）。

### 日本国憲法への移行

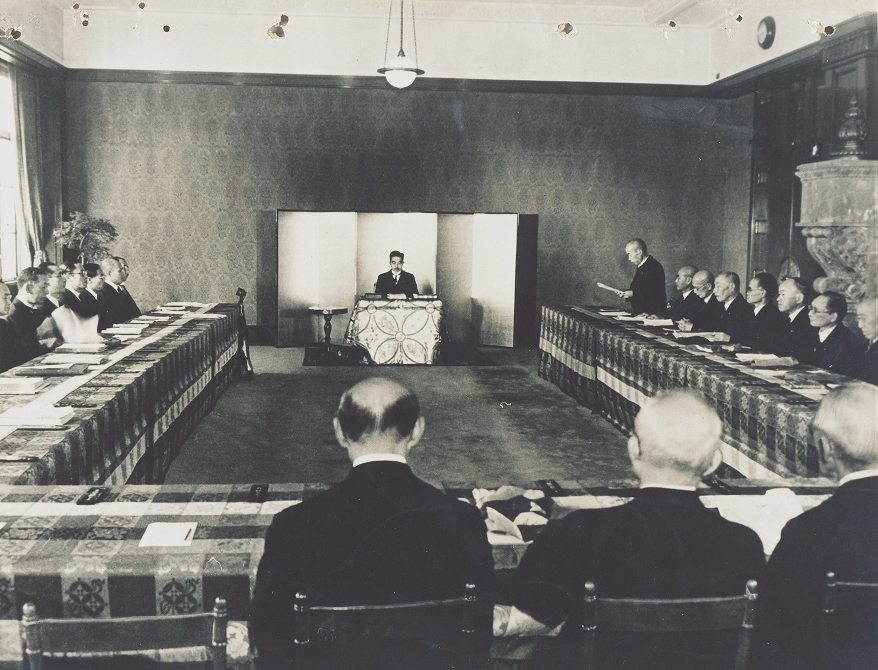
1946年（昭和21年）10月29日、「修正帝国憲法改正案」を全会一致で可決した枢密院本会議の模様。

1945年（昭和20年）8月、日本政府がポツダム宣言を受諾して終戦を迎えた（日本の降伏）。同宣言には、「日本国政府ハ日本国国民ノ間ニ於ケル民主主義的傾向ノ復活強化ニ対スル一切ノ障礙ヲ除去スベシ」、「言論、宗教及思想ノ自由並ニ基本的人権ノ尊重ハ確立セラルベシ」などと定められたため、ダグラス・マッカーサー率いる連合国軍最高司令官総司令部(GHQ/SCAP)は、大日本帝国憲法の改正を日本政府に求めた。政府は内閣の下に憲法問題調査委員会（委員長・松本烝治国務大臣、松本委員会）を設置して、憲法問題の審議にあたらせた。政府は松本委員会が要綱化した案を元に閣議で審議し、1946年（昭和21年）2月8日に「憲法改正要綱（松本試案）」として総司令部に提出した。この間、国民の間でも憲法改正論議は高まり、さまざまな憲法改正案が発表された。
政府による「松本試案」の提出に先立ち、2月1日付『毎日新聞』が「松本委員会試案」なるものをスクープした。スクープされたものは松本委員会の委員の一人である宮澤俊義が作成した試案であって、松本試案とは異なるものであった。そのため、政府もその報道された内容が政府案と異なるとする声明を発表した。しかし、総司令部はその記事内容が真正な松本委員会案であると判断した。総司令部はその記事に示された「松本委員会試案」は受け入れがたいと考え、自ら憲法改正案を作成し、日本政府に提示することを決定した。総司令部は、2月3日から13日にかけて、いわゆる「マッカーサー草案」をまとめた。
2月13日、総司令部は、松本国務大臣と吉田茂首相に対し、2月8日に提出された「松本試案」に対する回答として、「マッカーサー草案」を手渡した。政府は「松本試案」の再考を求めたもののいれられず、あらためて、「マッカーサー草案」に基づいて検討し直し、「日本側草案（3月2日案）」を作成した。政府は総司令部と折衝の上、3月6日に「憲法改正草案要綱（3月6日案）」を政府案として国民に公表した。この「憲法改正草案」は、一部改正方式（いわゆる改め文方式）ではなく、全部改正方式を採用していた。
この政府案を元に国民の間で広く議論が行われ、4月10日には第22回衆議院議員総選挙が行われた（もっとも、国民の最大の関心は新憲法より生活の安定にあった）。政府は、選挙が終了した4月17日に、要綱を条文化した「憲法改正草案」を公表した。4月22日から枢密院において憲法改正案が審査が開始され、6月8日に可決された。6月20日、政府は、大日本帝国憲法73条の憲法改正手続に基づき、憲法改正案を衆議院に提出した。6月25日から衆議院において審議が開始され、若干の修正が加えられた後、8月24日に可決された。続けて、8月26日から貴族院において審議が開始され、ここでも若干の修正が加えられた後、10月6日に可決された。翌7日、衆議院は貴族院の修正に同意し、帝国議会での審議は結了した。憲法改正案はふたたび枢密院にはかられ、10月29日に可決された。天皇の裁可を経て、11月3日、大日本帝国憲法は改正され日本国憲法として公布され、翌1947年（昭和22年）5月3日に施行された。

## 大日本帝国憲法の論点

### 内閣と総理大臣についての規定の欠落
大日本帝国憲法には、「内閣」「内閣総理大臣」の規定がない。これは、伊藤博文がグナイストの指導を受け入れ、プロイセン憲法（ビスマルク憲法、1871年）を下敷きにして新憲法を作ったからに他ならない。グナイストは伊藤に対して、「イギリスのような責任内閣制度を採用すべきではない。なぜなら、いつでも大臣の首を切れるような首相を作ると国王の権力が低下するからである。あくまでも行政権は国王や皇帝の権利であって、それを首相に譲ってはいけない」と助言した。この意見を採用した結果、戦前の日本は憲法上「内閣も首相も存在しない国」になったが、のちにこの欠陥に気づいた軍部が「陸海軍は天皇に直属する」という規定を盾に政府を無視して暴走することになった。
こうした欠陥が「統帥権干犯問題」の本質である。昭和に入るまでは明治維新の功労者である元勲が政軍両面を一元的に統制していたため問題が起きなかったが、元勲が相次いで死去するとこの問題が起きてきた。そしてさらに悪いことに、大日本帝国憲法を「不磨の大典」として条文の改正を不可能にする考え方があったことである。これによって昭和の悲劇が決定的になったと言える。
ビスマルク憲法のほうは大日本帝国憲法成立後の改正によって大臣解任権が議会に与えられたが、日本においては現在も事実上の大臣解任権を持つ議会（国会）や、独立の大臣等罷免審査の機関（憲法裁判所）が存在しない。

### 議員資格審査の秘密性
伊藤博文は議会制民主主義に付随する議院法については英国人顧問フランシス・テイラー・ピゴットの助言を求め、ピゴットは「貴族院議院の資格争訟判決には理由を付すよう」回答している。しかし、伊藤らはその助言内容に反し、憲法の公布から施行までの間の1890年10月11日、貴族院議員資格争訟裁判の審査内容を秘密化する法律「貴族院議員資格及選挙争訟判決規則」を設置した。

### 憲法改正有限界説
大日本帝国憲法の制定は、明治憲法起草者の意図としては、日本古来の伝統的な不文憲法（「立憲独裁制」）が成文化され「立憲君主制」に改正されたものであると解釈され、帝国憲法は欽定憲法という点で建国以来の国体と法的に連続し、江戸時代の武家政権から政体は変わったものの、天皇独裁という日本の政治体制の根幹（国体）は一貫して維持されてきたという結論と結びついたものと解釈されていた。
一方で日本国憲法の制定は大日本帝国憲法第73条の改正規定によって行われており、この条文によると、憲法改正は天皇が発議・裁可することになっており、実際、憲法改正の上諭文には、「朕は…憲法の改正を裁可し…」との記述（欽定憲法）がなされた。この表現が、日本国憲法前文の「日本国民は…この憲法を確定する」（民定憲法）の文言と矛盾することが一部学説で問題とされている。
憲法学の学説の一つに、憲法の基本原則（国体）を変更する憲法改正は法的に不可能であるとするものがある（憲法改正有限界説）。この学説では、憲法の「改正権」という概念は「制憲権」（憲法を制定する権利）なしには産み出されないものであり、改正によって、産みの親である制憲権の所在（すなわち主権者）を変更することは法的に許されないとする。
このため、これらの矛盾を説明するために「八月革命説」が主張されるようになった。この学説によれば帝国憲法に定められた改正手続きによって行われたのは便宜的・形式的なもので、実質的に日本国憲法は改正ではなく「新たに制定」されたものであり、両者の間の法的連続性は無いという解釈が取られる。
一方で、憲法改正無限界説においては、大日本帝国憲法には改正限界を規定する条文は存在しておらず、大日本帝国憲法第73条の規定にのっとり改正された以上、憲法改正は正当であるとし、法的連続性は存在するとする。
なお、各国の憲法の中には「憲法改正の限界」を憲法に明記しているものが存在する（戦う民主主義を参照）。

### 現行法制度との関係
大日本帝国憲法は、第73条に定める改正手続を経て全面改正され、日本国憲法となる。日本国憲法は1946年（昭和21年）11月3日に公布され、1947年（昭和22年）5月3日に施行された。
大日本帝国憲法の下で成立した法令は、日本国憲法98条1項により、「その条規に反する」ものについて同時に失効している。また、同条の反対解釈により、日本国憲法の条規に反しない法令は、日本国憲法の施行日以降も効力を有する。効力を有する場合、法律は法律として扱われ、閣令は内閣府令として、省令は省令として扱われる。勅令は、法律事項を内容とするものは暫定的効力を認めた後失効させ、法律事項以外を内容とするものは政令として扱われた。物価統制令などのいわゆるポツダム勅令（ポツダム命令）の一部については占領政策の終了に伴い法令等に存廃措置されている（詳しくはポツダム命令#現在も効力を有する「ポツダム命令」）。

## 特徴

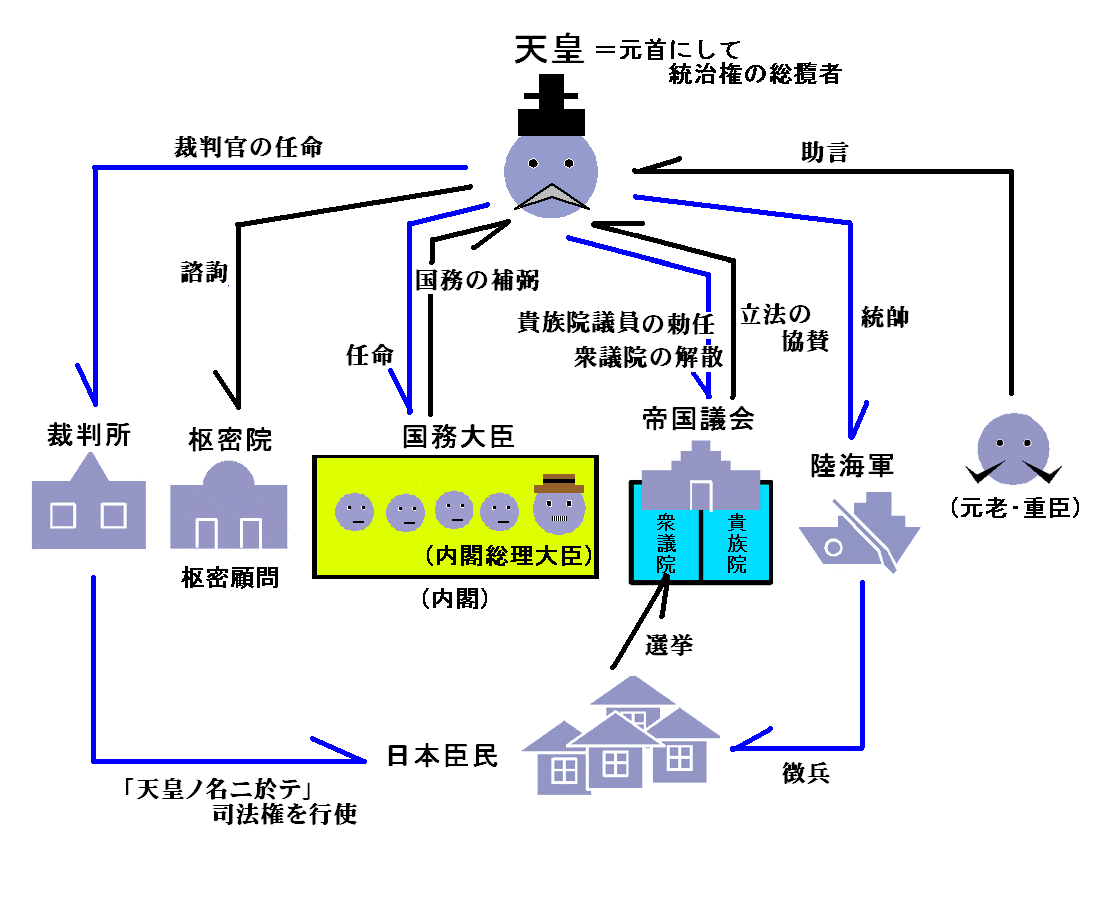
大日本帝国憲法下の統治機構図。丸括弧で括った機関は、憲法に規定がない。

この憲法は立憲主義の要素と国体の要素をあわせもつ欽定憲法であり、立憲主義によって議会制度が定められ、国体によって議会の権限が制限された。一方、大日本帝国憲法第8条により、議会は天皇が発布した緊急勅令については効力停止にすることもできた。日本国憲法成立後は、憲法学者らによって外見的立憲主義、王権神授説的と評された。

### 構成
大日本帝国憲法は7章76条からなる。構成は以下の通り。初期のビスマルク憲法と同様に内閣及び首相に関する規程がない（なおビスマルク憲法のほうは、後になって議会に大臣解任権が与えられた）。なお、既存項目が存在する条文のみ列挙した。全文はウィキソースの大日本帝國憲法を参照のこと。
- 第1章 天皇
  - 第1条 天皇主権
  - 第2条 皇位継承
  - 第4条 統治大権
  - 第10条 官制大権及び任免大権
  - 第11条 統帥大権
  - 第12条 編制大権
  - 第13条 外交大権
  - 第14条 戒厳大権
- 第2章 臣民権利義務
  - 第19条 公務への志願の自由
  - 第20条 兵役の義務
  - 第22条 居住・移転の自由
  - 第29条 言論・出版・集会・結社の自由
  - 第31条 非常大権
- 第3章 帝国議会
  - 第34条 貴族院
- 第4章 国務大臣及枢密顧問
- 第5章 司法
- 第6章 会計
- 第7章 補則
  - 第73条 憲法改正

### 立憲主義の要素
立憲主義の要素としては次の諸点がある。

#### 言論の自由
言論の自由・結社の自由や信書の秘密など臣民の権利が法律の留保のもとで保障されていること（第2章）。
これらの権利は天皇から臣民に与えられた「恩恵的権利」としてその享有が保障されていた。日本国憲法ではこれらの権利を永久不可侵の「基本的人権」と規定する。また、権利制限の根拠は、「法律ニ定メタル場合」、「法律ノ範囲内」などのいわゆる「法律の留保」、あるいは「安寧秩序」に求められた。この点も、基本的人権の制約を「公共の福祉」に求める日本国憲法とは異なる。ただし、現憲法の「公共の福祉」による制限も法律による人権の制限の一種であり、現在、教育の現場で解説されるような、「旧憲法のそれは非常に制限的であり、現憲法のそれは開放的である」とする程の本質的な差はないとする意見もある（ただし、比較的な傾向としては肯定する）。その立場からは、「人権が上位法の憲法典の形で明文で保障された」点に第一の意義があり、また内容としては当時においてはかなり先進的なものであったとする。

#### 議会制
帝国議会を開設し、貴族院は皇族華族及び勅任議員からなり、衆議院は公選された議員からなること（第3章）。
帝国議会は法律の協賛（同意）権を持ち、臣民の権利・義務など法律の留保が付された事項は帝国議会の同意がなければ改変できなかった。また、帝国議会は予算協賛権を有し、予算審議を通じて行政を監督する力を持った。衆議院が予算先議権を持つ以外は、貴衆両院は対等とされた。上奏権や建議権も限定付きながら与えられた（最終的には天皇の裁可と国務大臣の副署が必要であったが、建議権を通じた事実上の政策への関与が可能とされた）。
議会は緊急勅令については次の会期において効力を停止させることができた（第8条2項）。

#### 大臣責任制・大臣助言制
天皇の行政大権の行使に国務大臣の輔弼（天皇が権能を行使するに際し、助言を与える事）を必要とする体制（大臣責任制または大臣助言制）を定めたこと（第4章）。
内閣や内閣総理大臣に関する規定は憲法典ではなく内閣官制に定められた。内閣総理大臣は国務大臣の首班ではあるものの同輩中の首席とされ、国務大臣（各省大臣）に対する任免権がないため、明文上の権限は強くない。しかし、内閣総理大臣は各部総督権を有して大政の方向を指示するために機務奏宣権（天皇に裁可を求める奏請権と天皇の裁可を宣下する権限）と国務大臣の奏薦権（天皇に任命を奏請する権限）を有したため、実質的な権限は大きかった。

#### 司法権の独立
司法権の独立を確立したこと。
司法権は天皇から裁判所に委任された形をとり、これが司法権の独立を意味していた。また、欧州大陸型の司法制度を採用し、行政訴訟の管轄は司法裁判所にはなく行政裁判所の管轄に属していた。この根拠については伊藤博文著の『憲法義解』によると、行政権もまた司法権からの独立を要することに基づくとされている。

### 国体の要素
国体の要素としては次の諸点が挙げられる。

#### 万世一系
「天壌無窮の神勅」
日本書紀に書かれた、天照大神が孫のニニギノミコトに言ったという言葉。
「葦原千五百秋之瑞穗國、是吾子孫可王之地也。宜爾皇孫、就而治焉。行矣。寶祚之隆、當與天壤無窮者矣。」
「葦原の千五百秋（ちいほあき）の瑞穂の国は、是れ、吾が子孫の王たるへき地なり。宣しく爾皇孫（すめみま）就（ゆ）きて治（しら）せ。行（さまく）矣（ませ）。宝祚（あまつひつぎ）の隆（さか）えまさんこと、当に天壌（あまつち）と窮り無けむ。」
大日本帝国憲法では皇室の永続性が皇室の正統性の証拠であることを強調していた。『告文』（憲法前文）には以下のような文章がある。
輝かしき祖先たちの徳の力により、はるかな昔から代々絶えることなくひと筋に受け継がれてきた皇位を継承し…
そして、憲法第1条で「大日本帝国ハ万世一系ノ天皇之ヲ統治ス」と規定されたのである。近代的な政治文書で「万世一系」のような詩的な文言が用いられたのはこれが初めてである。「万世一系」のフレーズは公式のイデオロギーの中心となった。学校や兵舎でも公式な告知や発表文でも広く使われて周知されていった。

#### 総攬者
「天壌無窮ノ宏謨（てんじょうむきゅうのこうぼ）」（御告文）という皇祖皇宗の意思を受け、天皇が継承した「国家統治ノ大権」（上諭）に基づき、天皇を国の元首、統治権の総攬者としての地位に置いた。この天皇が日本を統治する体制を国体という。
天皇統治の正当性を根拠付ける国体論は、大きく二つに分けられる。一つは起草者の一人である井上毅らが主唱する国体論（『シラス』国体論）であり、もう一つは、後に、高山樗牛、井上哲次郎らが主唱した国体論（家秩序的国体論）である。井上らの国体論は、古事記神話に基づいて公私を峻別し、天皇は公的な統治を行う（シラス）ものであって、他の土豪や人民が行う私的な所有権の行使（ウシハク）とは異なるとする（井上「古言」）。これに対して、高山らの国体論は、当時、広く浸透していた「家」を中心とする国民意識に基づき、「皇室は宗家にして臣民は末族なり」とし、宗家の家長たる天皇による日本（＝「君臣一家」）の統治権を正当化する（高山「我国体と新版図」、『太陽』3巻22号）。憲法制定当初は井上らの国体論を基礎的原理とした。しかし、日清戦争後は高山らの国体論が徐々に浸透してゆき、天皇機関説事件以後は、「君民一体の一大家族国家」（文部省「国体の本義」）として、ほぼ国定の解釈となった。

#### 天皇大権
天皇が天皇大権と呼ばれる広汎な権限を有したこと。
特に、独立命令による法規の制定（9条）、条約の締結（13条）の権限を議会の制約を受けずに行使できるのは他の立憲君主国に類例がなかった。なお、天皇の権限といっても、運用上は天皇が単独で権限を行使することはなく、内閣（内閣総理大臣）が天皇の了解を得て決断を下す状態が常であった。

#### 立法権
立法権を有するのは天皇であり、帝国議会は立法機関ではなく立法協賛機関とされた。
立法権を有するのは天皇であるが、法律の制定には、帝国議会の協賛を得たうえで天皇の裁可を要するものとされた。同時代の君主国憲法の多くが立法権を君主と国会が共有する権能としていたことと比すると特異な立法例であるといえるが、帝国議会の協賛がなければ法律を制定することができないこと、帝国議会が可決した法律案を天皇が裁可しなかったことは一度もなかったことから、事実上、帝国議会が唯一の立法機関であった。ただし、例外として、天皇には、緊急勅令や独立命令を発する権限など、実質的な立法に関する権限が留保された（ただし議会は緊急勅令については効力を停止することもできた）。また、憲法改正の発案権は天皇のみにあり、帝国議会にはなかった。
さらに、帝国議会の一院に公選されない貴族院を置き、衆議院とほぼ同等の権限を持たせた。
また、枢密院など内閣を掣肘する議会外機関を置いたこと。このほか、元老、重臣会議、御前会議など法令に規定されない役職や機関が多数置かれた。

#### 統帥権
統帥権を独立させ、大日本帝国陸軍・大日本帝国海軍は議会（立法府）や政府・内閣（行政府）に対し、一切責任を負わないものとされた。
統帥権は慣習法的に軍令機関（陸軍参謀本部・海軍軍令部）の専権とされ、文民統制（シビリアン・コントロール）の概念に欠けていた。元来は政争の道具として軍が使われないようにと元勲が企図したものだが、統帥権に基づいて軍令機関は帷幄上奏権を有すると解し、軍部大臣現役武官制とともに軍部の政治力の源泉となった。後に、昭和に入ってから、軍部が大きくこれを利用し、陸海軍は大元帥である天皇から直接統帥を受けるのであって政府の指示に従う必要はないとして、満州事変などにおいて政府の決定を無視した行動を取るなどその勢力を誇示した。

#### 皇室自律主義
皇室自律主義を採り、皇室典範などの重要な憲法的規律を憲法典から分離し、議会に関与させなかったこと。
宮中（皇室、宮内省、内大臣府）と府中（政府）の別が原則とされ、互いに干渉しあわないこととされた。もっとも、宮中の事務をつかさどる内大臣が内閣総理大臣の選定に関わるなど大きな政治的役割を担い、しばしば宮中から府中への線は踏み越えられた。

### 分立主義
本憲法の統治構造は、国務大臣や帝国議会、裁判所、枢密院、陸海軍などの国家機関が各々独立して天皇に輔弼ないし協賛の責任を持つという形をとっており、必然的にどの国家機関も他に優越することはできなかった（分立主義）。そして、実際には天皇が能動的に統治行為を行わない以上（機務六条）、権力の分立を避けるために憲法外に実質的な統合者（元老など）を必要としていた。
この問題は「統治構造の割拠性」といわれる。「明治憲法体制下においては、天皇は、親政をとらず、内閣等の輔弼に従って名目的な統括者として権力を行使する存在であった」「各輔弼機関は分立的・割拠的であったため、その調整は事実上、元老に委ねられていたが、元老の消滅に伴い、実質的な統治の中心が不在となってしまった」「戦前の統治構造における割拠性については改めて言及するまでもなかろう。明治22年の内閣官制、非連帯責任制の採用、統帥権の独立、枢密院・貴族院の存在等々、幾多の障壁が内閣の一体性の確保を阻害していた」のである。
この問題は軍部がとりわけ取り上げられる事が多いが、他の省庁間にも問題が生じることが多く、内務省と逓信省はしばしば独自の法令を根拠に競合や対立を起こしていた。内務省警察（国内）と陸海軍派遣参謀部との権限の競合は慰安婦取締問題を生じた。そしてこの、権力が割拠し、意思決定中枢を欠くという問題を解決するために、権力の統合を進めようとする動きがあった。政党内閣制はその試みのうちの有力なものである。しかし、そういった動きに対しては、天皇主権を否定し、「幕府的存在」を作ることになるとの反発などもあり（例：内閣官制における大宰相主義の否定、大政翼賛会違憲論など）、ついに解消されることはなかった。

## 日本の祝日
大日本帝国憲法が公布された2月11日は「紀元節」（1873年制定、1948年廃止）で、同日は現在も「建国記念の日」として国民の祝日である。

## 条文リンク
- ウィキソース:大日本帝國憲法